# Summa de arithmetica
Summa de arithmetica, geometria, proportioni et proportionalita (Souhrn aritmetiky, geometrie, proporcí a proporcionality) je kniha o matematice, kterou napsal italský františkánský mnich a matematik Luca Pacioli a která byla poprvé vydána v roce 1494. Obsahuje komplexní přehled renesanční matematiky, včetně praktické aritmetiky, základní algebry, základní geometrie a účetnictví; byla napsána pro použití jako učebnice.
Summa, napsaná v lidové italštině, byla prvním tištěným dílem o algebře a obsahuje první publikovaný popis systému podvojného účetnictví. Stanovila nový standard pro popis a argumentaci o algebře a její dopad na následný vývoj a standardizaci profesionálních účetních metod byl tak velký, že Pacioli je někdy označován jako „otec účetnictví“.

## Obsah
Summa de arithmetica tak, jak byla původně vytištěna, sestává z deseti kapitol o řadě matematických témat, které společně pokrývají v podstatě celou renesanční matematiku. Prvních sedm kapitol tvoří souhrn aritmetiky na 222 stranách. Osmá kapitola vysvětluje na 78 stranách tehdejší algebru. Devátá kapitola na 150 stranách pojednává o různých tématech souvisejících s podnikáním a obchodem, včetně směnného obchodu, směnek, vah a měr a účetnictví. Desátá a poslední kapitola popisuje praktickou geometrii (včetně základní trigonometrie) na 151 stranách.
Matematický obsah knihy do značné míry čerpá z tradic škol tehdejší severní Itálie, kde děti obchodníků a střední třídy studovaly aritmetiku podle modelu založeného Fibonacciho knihou Liber Abaci (Kniha počtů). Důraz byl kladen na výpočty, využívající indicko-arabskou číselnou soustavu, a na uvádění praktických příkladů a případových studií čerpaných především z obchodu. Pacioliho dílo rovněž postupy vysvětluje prostřednictvím příkladů, ale také uvádí argumenty pro platnost uváděných řešení prostřednictvím odkazů na obecné principy, axiomy a logické důkazy. Tímto způsobem Summa znovu začleňovala logické metody klasické řecké geometrie do středověké algebry.

### Vedení účetnictví a financí
V kapitole o podnikání je část nazvaná „Particularis de computis et scripturis“ (Podrobnosti o výpočtech a záznamech), která popisuje účetní metody, které se tehdy používaly mezi obchodníky v severní Itálii, včetně podvojného účetnictví, zkušebních předvah, rozvah a různých dalších nástrojů, které dosud používají profesionální účetní. Kapitola o podnikání také zavádí pravidlo pro predikci budoucí hodnoty investice, které o více než století dříve předvídá vývoj logaritmů (za jejich objevitele je považován skotský matematik John Napier, který příslušné pojednání publikoval v roce 1614). Tyto techniky nepocházejí od Pacioliho, který pouze zaznamenal a vysvětlil zavedené osvědčené postupy současných obchodníků ve svém regionu.

### Možné plagiátorství
Pacioli v Summě výslovně uvádí, že do práce nepřispěl žádným původním matematickým obsahem, ale také konkrétně nepřipisuje žádnou část jiným zdrojům. Pozdější zkoumání zjistilo, že velká část z geometrie je téměř přesně převzata z Trattato d'abaco od Piera della Francescy, jedna z algebrických sekcí je založena na Trattato di Fioretti od Antonia de Mazzinghi a část obchodní kapitoly je zkopírovaná z rukopisu Giorgia Chiariniho. To vedlo některé historiky (zejména životopisce ze 16. století Giorgia Vasariho) k obvinění Pacioliho z plagiátorství. Mnoho problémů a technik obsažených v Summě je sice přímo převzato z dřívějších prací, ale obecně k nim Pacioli přidává i originální logické argumenty pro ospravedlnění platnosti popisovaných metod.

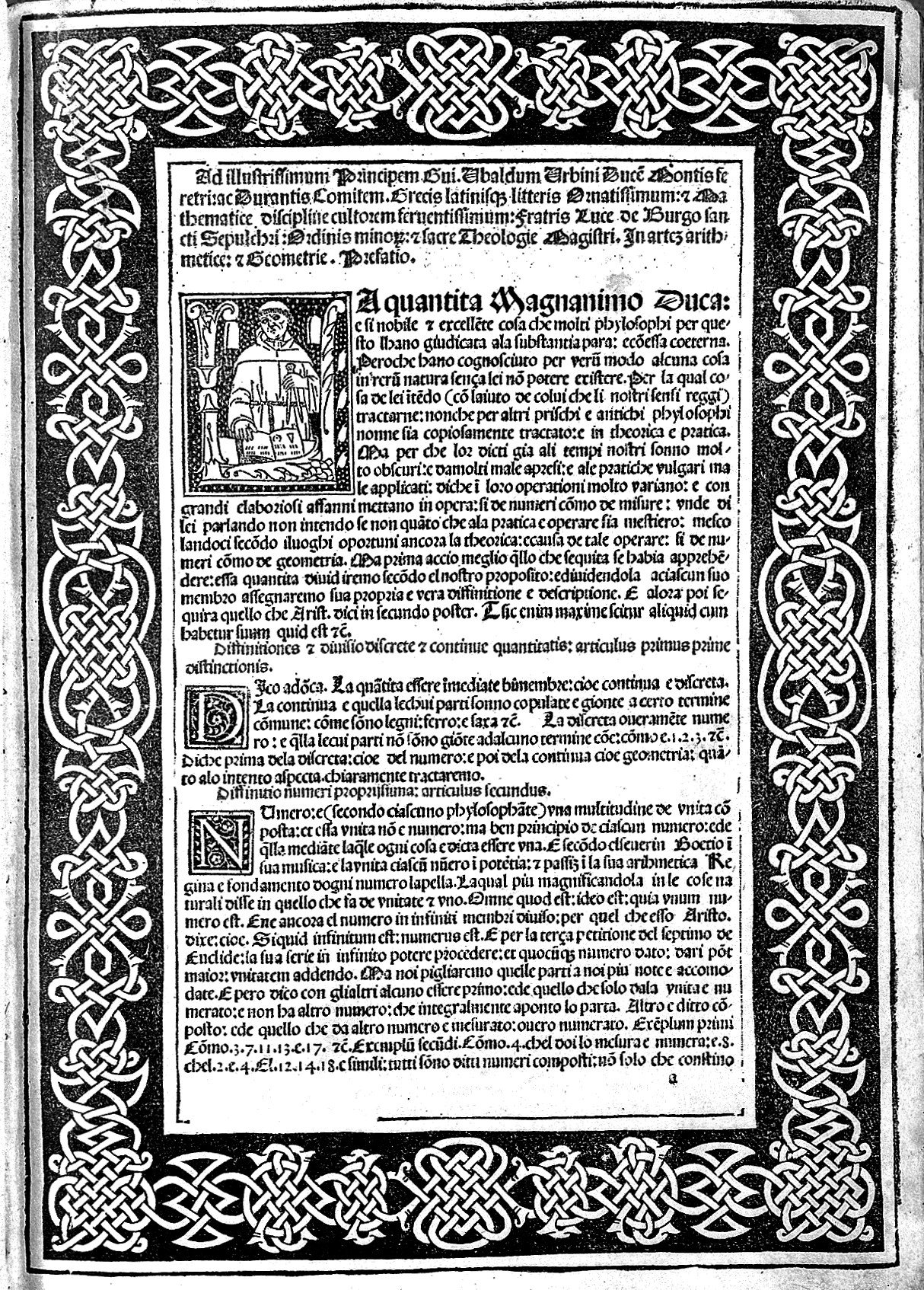
Dedikace 1. vydání z roku 1494

## Historie
Summa de arithmetica byla pravděpodobně určena jako učebnice pro studenty matematiky a obchodu, zejména mezi obchodní střední třídou severní Itálie. Byla napsána lidovou italštinou, což reflektuje její cílovou skupinu a její účel jako učebního textu. Dílo bylo věnováno Guidobaldu da Montefeltrovi, vévodovi z Urbina, s nímž se Pacioli setkal v Římě o několik let dříve.
Původně byla vydána v Benátkách v roce 1494 u Paganina Paganiniho, s identickým druhým vydáním vytištěným v roce 1523 v Toscolanu. Původně bylo vytištěno asi tisíc výtisků, z nichž se dochovalo zhruba 120 (v červnu 2019 se neporušené první vydání prodalo v aukci za 1 215 000 USD).
Přestože Summa obsahovala pouze málo původní matematické práce Pacioliho, byl to nejkomplexnější matematický text, který byl v té době publikován. Díky jeho důkladnosti a jasnosti i nedostatku jakékoli jiné podobné práce dostupné v tištěné podobě získal Pacioli jako matematik a intelektuál pověst, která inspirovala Ludovica Sforzu, vévodu z Milána, aby Paciolimu nabídl pozici lektora matematiky na vévodském dvoře, kde se pak Pacioli spřátelil a spolupracoval s Leonardem da Vincim.
Summa představuje první publikovaný popis mnoha účetních technik, včetně podvojného účetnictví. Některé z metod byly sice popsány i v jiných, dřívějších rukopisech (jako například Della mercatura e del mercante perfetto z roku 1458 od Benedetta Cotrugliho), ale žádná nebyla publikována před Pacioliho prací a žádná nedosáhla podobného věhlasu, který vynesl Paciolimu pověst „otce účetnictví“.
Kniha také znamenala začátek změn v algebře šestnáctého století směrem k použití logické argumentace a teorémů při studiu algebry, podle modelu klasické řecké geometrie založené Euklidem. Jde o první tištěnou práci o algebře, která obsahuje i sadu znamének plus a mínus, která se mělá stát standardem v italské renesanční matematice: „p“ s vlnovkou nad (p̄) pro „plus“ a „m“ s vlnovkou (m̄) pro mínus. Pacioliho (nesprávné) tvrzení v Summě, že neexistuje žádné obecné řešení kubických rovnic, pomohlo tento problém popularizovat mezi tehdejšími matematiky a přispělo k jeho následnému řešení, jehož autorem byl Niccolò Tartaglia.